# Битва при Гогенфридберге
Битва при Гогенфридберге (нем. Schlacht bei Hohenfriedeberg) — сражение, состоявшееся 4 июня 1745 года в ходе Второй силезской войны у селения Гогенфридберг в Прусской Силезии в 20 км северо-западнее Швейдница между прусскими войсками Фридриха Великого и союзными австро-саксонскими войсками. Сражение окончилось победой Пруссии.

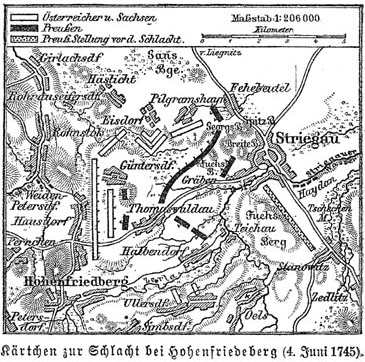
Карта сражения.

## Предыстория
В ходе Второй Силезской войны, в конце мая 1745 года, австро-саксонские союзники предприняли наступление от Траутенау к перевалу Ландесхутор. Австрийская армия находилась под командованием Карла Лотарингского, саксонская — под командованием герцога Саксен-Вейссенфельского. Прусская армия насчитывала 58 500 человек, австро-саксонская — 62 500. В то же самое время Фридрих Великий скрытно перевёл свою армию из Франкенштейна через горный массив Ризенгебирге к Ягурнику и Швейдницу, выдвинув к Стригау авангард генерала Дюмулена.
Видимое бездействие пруссаков, а также слухи об отступлении Фридриха, вселили в союзных герцогах уверенность в успехе, поэтому 3 июня в 15:00 они начали выдвижение от Рейхенау 8-ю колоннами, но без должного порядка. В то же время Фридрих, находясь в авангарде своих войск и имея возможность наблюдать за противником, отчётливо видел, как колонны спускались с гор и направлялись на фронт от реки Стригау через Гаусдорф-Роншток, а левое крыло (саксонские войска) протягивалось до Пильграмсгайна. Фридрих, несмотря на превосходство союзников, решил атаковать их ночью 4 июня, скрытно подведя армию к ручью Стригау, предварительно приказав Дюмулену перейти его и занять позицию на противоположной высоте для прикрытия своих боевых порядков.

## Сражение
На рассвете 4 июня прусская армия, построенная в 2 линии, двинулась через ручей. Союзники также начали своё наступление, при этом саксонские войска неожиданно для себя наткнулись на авангард Дюмулена и были встречены артиллерийским огнём и атакованы пехотой и конницей столь неожиданно, что не успели развернуть свой боевой порядок и были отброшены раньше, чем австрийская армия успела подойти на помощь.
Карл Лотарингский, узнав о поражении саксонцев, остановился и занял позицию, на которой немедленно был атакован наличествующими прусскими войсками. Освободившемуся после поражения саксонцев правому крылу Фридрих приказал переменить фронт так, чтобы действовать во фланг и тыл австрийцев. Карл Лотарингский, отбивая удары, не воспользовался задержкой прусских главных сил при переправе через ручей для своевременного отступления.
Теснимые с фронта левым крылом под командованием графа Нассауского и атакованные конницей генерала Геслера, который прошёл через интервалы своей пехоты, австрийцы начали беспорядочное отступление, а правое прусское крыло, зайдя им во фланг, обратило австрийцев в бегство.
Австрийский авангард из войск генералов Валлиса и Надашди, не принимавший участия в бою, занял Гогенфридбергские высоты, которые Фридрих не решился атаковать. Заняв высоты у села Каудер он прекратил преследование, что и спасло австрийскую армию от полного поражения.
Битва при Гогенфридберге обращает на себя внимание искусной подготовкой боя (ложные слухи, демонстративное отступление обоза в тыл, скрытность маршей), соответственным употреблением войск и управлением ими в бою, чему способствовала подготовка прусских войск к маневрированию. Вместе с тем пруссаки не воспользовались плодами победы — обычное для того времени явление.
Потери австрийцев убитыми ранеными и пленными составили около 10 тысяч; саксонцев — до 5 тысяч, пруссаков — около 5 тысяч, при этом последним удалось захватить 66 знамён и 45 орудий противника.